# Gallows
Gallows — хардкор-панк-группа из города Уотфорд, Англия. Образована в 2005 году Laurent Barnard’ом после распада его предыдущей группы My Bad Joe. Дебютный альбом группы Orchestra Of Wolves распространялся в США при поддержке Epitaph Records, а после группой был подписан контракт с Warner Bros. Records на 1 миллион фунтов, который был разорван после выхода Grey Britain. Особенно успешно группа развивалась на родине с тремя песнями в UK Singles Chart, и статьи о ней были напечатаны в журналах Kerrang!, Alternative Press и Rolling Stone.

## История

### Orchestra Of Wolves
Группа была образована в 2005 году, и в этом же году на свои деньги выпустили первый альбом «Demo».
Свой первый полноформатный альбом «Orchestra Of Wolves» группа выпустила в 2007 году. Этот релиз стал одной из лучших панк-пластинок 2007 года.
После этого, сингл «In the Belly of a Shark» попадает на Guitar Hero III: Legends of Rock. Orchestra Of Wolves был закреплен турне и выступлениями на крупных фестивалях таких как: Showcase festival, Warped Tour 2007, Download Festival, Taste of Chaos 2007, а на фестивале Reading Festival вокалист Френк Картер набил татуировку прямо на сцене. Третий сингл «Staring At The Rude Bois» вошел в хит-парад UK Top 40 Single и занял там 31-е место.
В 2007 группа выиграла премию Kerrang! Award.
18 августа 2008 года группа разместила у себя на MySpace трек «Gold Dust». Позднее было сказано, что песня не появится во втором студийном альбоме группы.

### Grey Britain
5 декабря 2008 года стало известно название второго альбома — «Grey Britain». Пластинка была выпущена 2 мая 2009 года на Warner Brothers. В поддержку альбома группа отправляется в Vans Warped Tour, а также играют совместные концерты с AFI на американском турне. Из-за совместных выступлений с AFI Gallows откладывают концерты в Австралии и Новой Зеландии. Сингл «I Dread The Night» стал саундтреком к компьютерной игре Need for Speed: Shift.
В декабре 2009 года Gallows по неизвестным причинам взаимно расстались с Warner Brothers. Музыканты играют на фестивале Soundwave в конце февраля и начале марта 2010 года.
6 июня 2010 года Gallows играют концерты с такими монстрами альтернативной сцены, как Rage Against The Machine в Лондоне, а также они играют с ними и Gogol Bordello Дублине 7 июня 2010 года.
17 декабря 2010 года группа выступила на Dingwalls, в Камдене, Лондон, во второй половине дня где отыграли весь альбом Orchestra Of Wolves, а вечером они в Камдене играли в полном объёме Grey Britain, с четырьмя членами оркестра наследия. Во время выступления Фрэнк Картер объявил что Gallows на время прекращают концертную деятельность и полностью посвятят себя студийной работе над третьим альбомом. Оба концерта были выпущены на DVD.

### Уход Фрэнка Картера
В июне 2011 года группа сообщила на Facebook, что записано более десяти новых треков. 8 июля 2011 Фрэнк Картер написал в своем твиттере, что выходит из состава Gallows, причина не была указана. Позднее выяснилось, что Фрэнк не разделял своё мнение с коллективом о музыкальном направлении в котором должна двигаться группа дальше и попутно занимался своим сольным проектом «Pure Love». Как указал Фрэнк на своём сайте что музыканты Gallows имеют разное представление о дальнейшем звучании группы — «ребята сообщили, что намерены продолжать без меня и я желаю им удачи».
Брат Фрэнка и коллега по группе Стив также заявил на официальном сайте Gallows: «Как вы все знаете, мы были в студии в течение последних нескольких месяцев, работая над новым материалом. Мне больно говорить, что с 1 августа Фрэнк больше не будет членом Gallows. Творчески, мы не смогли договориться о направлении для новой записи и пришли к выводу, что расставание для него и для Gallows будет идеальным выходом из положения. Фрэнк будет работать со своей группой „Pure Love“, и мы все желаем ему только удачи. Он всегда будет нашим другом, а также неотъемлемой частью самого начала нашей карьеры». Группа последний раз выступила с Фрэнком на фестивале Sonispher в Лондоне 23 июля 2011 года.
9 августа 2011 года, бывший гитарист и вокалист группы Alexisonfire Уэйд Макнил (Wade MacNeil) был утвержден в качестве нового вокалиста Gallows, вскоре Alexisonfire объявила о своем распаде. 30 августа 2011 года Gallows выложили в интернет для свободного скачивания 37 секундный трек «True Colours», их первый релиз с новым вокалистом Уэйдом МакНилом. Группа записала EP в Лос-Анджелесе с гитаристом The Bronx Джоби Фордом в качестве продюсера. 5 декабря 2011 года новый EP группы под названием Death is Birth был выпущен. EP содержит четыре новые песни, True Colours, Mondo Chaos, Hate! Hate! Hate! и Death Is Birth.
17 апреля 2012 года, было объявлено, что группа приступила к записи своей третьей полноформатной пластинки.
10 сентября 2012 года вышел третий студийный альбом группы с одноименным названием Gallows.
В феврале 2013 Стефан Картер покидает Gallows, о чём группа написала в своём профиле на Facebook: «Steph has left Gallows and we wish him the best of luck with his future projects. We will be moving on as a four piece like the early days».
13 апреля 2015 годы вышел четвертый студийный альбом группы под названием Desolation Sounds

## Дискография

### Студийные альбомы
- 2006 — Orchestra of Wolves
- 2009 — Grey Britain
- 2012 — Gallows
- 2015 — Desolation Sounds

### EP’s
- 2007 — Gallows / November Coming Fire
- 2011 — Death Is Birth

### Синглы
- 2007 — Abandon Ship
- 2007 — In the Belly of a Shark
- 2007 — Staring at the Rude Bois
- 2008 — Just Because You Sleep Next to Me Doesn’t Mean You’re Safe
- 2008 — Gold Dust
- 2009 — The Vulture (Acts I & II)
- 2009 — London Is the Reason
- 2009 — I Dread the Night
- 2009 — Misery
- 2011 — True Colours
- 2012 — Last June
- 2012 — Cross of Lorraine